# Gerhard Loosch

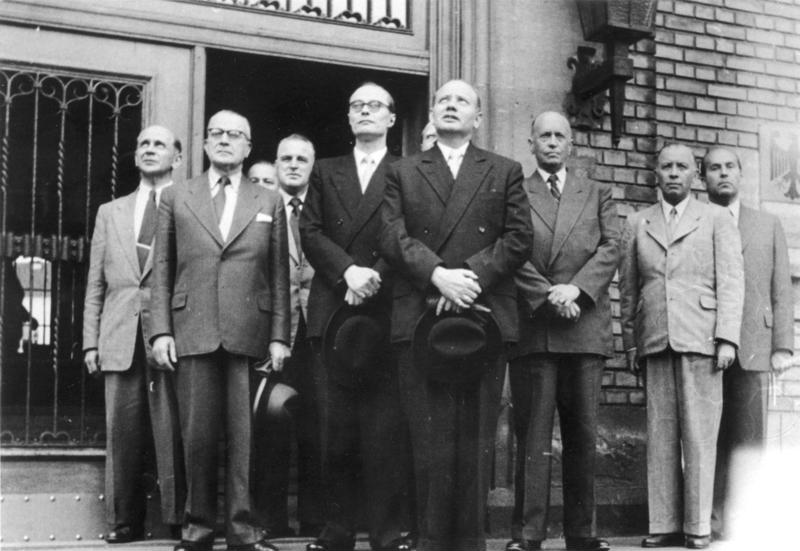
Loosch erster von links (5. Mai 1955)

Gerhard Loosch (* 8. Juni 1894 in Hohensalza; † 15. Februar 1965 in Wiesbaden) war ein deutscher Offizier der Wehrmacht und später Verwaltungsbeamter der Bundeswehr.

## Leben
Während seines Studiums wurde Loosch 1913 Mitglied der Leipziger Burschenschaft Germania (nach 1950 Burschenschaft Wartburg Köln-Germania Leipzig). Er war nach einem Jurastudium mit Promotion ab 1924 Intendanturbeamter in der Reichswehr sowie der Wehrmacht und im Zweiten Weltkrieg Militärverwaltungsoffizier, zuletzt im Rang eines Generalintendanten (Beförderung am 1. Dezember 1943) und Heeresgruppenintendant. Nach dem Krieg und einer bis 1947 andauernden Kriegsgefangenschaft war er bis 1950 selbständiger Rechtsanwalt und danach Verwaltungsbeamter in ziviler Verwendung in der Dienststelle Blank. In der Zeit vom 1. Mai 1956 bis zum 30. November 1959 war er Präsident der Wehrbereichsverwaltung IV in Wiesbaden.